# Federico Martín Aramburú
Federico Martín Aramburú (La Plata, 20 de enero de 1980 - París, 19 de marzo de 2022) fue un jugador de rugby argentino que se desempeñó como centro. Jugó 22 partidos con los Pumas e integró el plantel que obtuvo el tercer puesto en Francia 2007.

## Biografía
De ascendencia española, natural de La Plata pero criado en el Club Atlético de San Isidro, se convirtió en profesional en 2004, poco después de su debut internacional con Los Pumas durante el Sudamericano de ese año. El primer contrato profesional fue con el Biarritz francés, club con el que, en los dos años de estancia, consiguió dos veces consecutivamente campeón nacional (2005 y 2006). De 2008 a 2010 jugó en el Dax, el club con el que en 2009 descendió a Pro D2, la Segunda División de la nacional; en junio de 2010 firmó un contrato de tres años con los Glasgow Warriors, club de la Premier League escocesa Celtic League; después de solo dos años, sin embargo, cerró con el rugby profesional para volver a Argentina y allí jugar algunos partidos para San Isidro. En Biarritz, dirigía una agencia de viajes y turismo hacia y desde América a Europa. En 2006 se trasladó al Perpiñán, club con el que jugó dos temporadas más; participó con la selección nacional en la Copa del mundo de rugby de 2007 en Francia, en la que Argentina ocupó el tercer lugar en la general y durante la cual el jugador salió al campo en dos partidos (Georgia en la fase de grupos y la propia Francia en la final por el 3.er lugar).
Se retiró como jugador profesional en 2012. Fue presidente de los Socios del Biarritz entre 2015 y 2018.

## Asesinato
El 19 de marzo de 2022 fue asesinado en el Boulevard Saint-Germain en París, al recibir varios disparos, dos de ellos mortales. Como principal sospechoso, el 24 de marzo se anunció el arresto de Loïk Le Priol, un exmilitar que estuvo en los comandos especiales de la Marina francesa e integrante del colectivo fascista Groupe Union Défense (GUD). Le Priol estaba fichado por la policía por actos violentos y vinculado a grupos fascistas en Francia.

## Selección nacional
Debutó en Los Pumas el 25 de abril de 2004 en un enfrentamiento ante Chile. Para el equipo nacional jugó en total 22 partidos -siendo titular en 17 de ellos- y anotó ocho tries.

### Participaciones en Copas del Mundo
Jugó el mundial de Francia 2007 donde marcó un try ante Georgia en fase de grupos y otro contra Francia en el partido por el tercer puesto.
| Mundial                       | Sede    | Resultado     | PJ | Tries |
| ----------------------------- | ------- | ------------- | -- | ----- |
| Copa Mundial de Rugby de 2007 | Francia | Tercer puesto | 3  | 2     |

## Palmarés
- Campeón del Top 14 de 2005/06 y 2004/05.